# 柳德米拉·奧利亞諾夫斯卡
柳德米拉·亞歷山德里芙娜·奧利亞諾夫斯卡（羅馬化：Liudmyla Oleksandrivna Olianovska；1993年2月2日—），乌克兰竞走运动员。

## 职业生涯
柳德米拉·奧利亞諾夫斯卡在1993年2月20日出生于烏克蘭西部赫梅利尼茨基州村落索洛布基夫齊。
2014年，奧利亞諾夫斯卡在2014年欧洲田径锦标赛20公里竞走项目中获得银牌。
2015年，她在中国北京举行的2015年田径世界锦标赛的女子20公里競步項目中获得铜牌。
2017年2月，她因违反兴奋剂规定被禁赛四年，禁賽期由2015年11月30日起至2019年11月29日完結。
在2024年歐洲田徑錦標賽上，奧利亞諾夫斯卡在20公里競走中獲得第三名。在比賽的最後幾米，領先的西班牙選手勞拉·加西亞-卡羅在衝過終點線之前開始減速，奧利亞諾夫斯卡超過了她，她在比賽的最後幾米獲得了銅牌。

## 国家纪录
她保持着三项竞走全国纪录：
| 事件               | 成績     | 日期          | 比賽               | 地點           | 参考  |
| ------------------ | -------- | ------------- | ------------------ | -------------- | ----- |
| 5000米竞走（跑道） | 20:15.71 | 2014年6月4日  | /                  | 乌克兰基輔     | [ 1 ] |
| 15公里競步（公路） | 1:05:59+ | 2014年5月3日  | 世界竞走团体锦标赛 | 中国太仓市     | [ 5 ] |
| 20公里竞走（公路） | 1:27:09  | 2015年5月17日 | 欧洲竞走杯         | 西班牙穆尔西亚 | [ 6 ] |